# 杨家湾站 (陕西省)
杨家湾站是位于陕西省宝鸡市渭滨区神龙镇的一个铁路车站，邮政编码721006。车站建于1954年，有宝成铁路经过该站，现客运仅办理6063/4次列车通勤业务。车站及其上下行区间均已电气化，西侧为以3个马蹄形和1个螺旋形（“8”字形）迂回上升，线路层叠3层，高度相差达817米的观音山展线。车站距离宝鸡站16公里，隶属西安铁路局，是四等站。